# Avel de Knight
 (avril 2025).
Pour les articles homonymes, voir Knight.
Avel de Knight né en 1923 à New York et mort en 1995 est un artiste, enseignant et critique d'art. Ses œuvres font partie des collections du Metropolitan Museum of Art, du Walker Art Center et des musées de l'Université de Richmond,,.

## Biographie
Avel de Knight nait en 1923 à New York de parents originaires de la Barbade et de Porto Rico. Il est le frère du musicien René de Knight.
Il a suivi des études artistiques à l'Institut Pratt de 1941 à 1942. Après avoir rejoint l'armée et servi dans une unité ségréguée jusqu'à la fin de la Seconde Guerre mondiale, il s'installe à Paris en 1947 et étudie à l'École des Beaux-Arts, à l'Académie de la Grande Chaumière et à l'Académie Julian.
Critique d'art, il contribue à plusieurs revues françaises et américaines de 1956 à 1968.
Entre 1960 et 1990, il enseigne à l'Art Students League à New York et à l'Academy School of Fine Arts de 1981 à sa mort en 1995.
De Knight est exposé à la galerie parisienne Marie-Thérèse Cochin en 1989. En 2001, l'exposition Myth and Mirage. The Art of Avel de Knight à la Marsh Art Gallery de l'University of Richmond rend hommage à son œuvre.

## Œuvre
L'œuvre d'Avel de Knight est influencée par le romantisme, l’orientalisme et le symbolisme. La série de peintures Mirage figure des représentations oniriques et symboliques, composées de paysages brumeux et colorés, de monuments ainsi que de personnages d’origine africaine et caribéenne. Il réalise également des dessins à thématique homo-érotique.

### Œuvres dans des collections
- Musée métropolitain d'art
- Centre d'art Walker
- Université de Richmond
- Centre Schomburg de recherche sur la culture noire
- Le Musée d'art Chrysler
- Galeries d'art de l'Université Lehigh

## Expositions
- Paris noir, Circulations artistiques, luttes anticoloniales 1950-2000, Centre Pompidou, 19 mars - 30 juin 2025
- Images afro-américaines 1971 : La vision de Percy Ricks, Delaware Art Museum 2021